# 古原雅純
古原 雅純（ふるはら ますみ、本名同じ、Fruhara Masumi、1994年10月19日-）は、日本のシンガーソングライター、アイドル、ポートレートモデル。AB型。「伝える」ことへの挑戦を続けている。愛称はますみん。主な使用楽器はギター。京都府京都市山科区出身。女性2人組デュオTris（トリス）のメンバー。大阪府在住。公式ファンクラブは「ますみん被害者の会」。

## 略歴～活動開始から現在まで～

### 2010年（高校1年）
- 桜よしののステージにあこがれてオリジナル曲を作るようになる。その10日後に初のオリジナル曲を披露。
- その後数回に渡りZiweb音楽祭にモデルとして出演するが、Ziweb撮影会の活動停止に伴うStudioZ撮影会移籍と共にライブ活動を停止する。

### 2011年（高校2年）
- 竹の音や京都ドリームウイザードとの接点を持ち、再び音楽活動を本格的に開始する。
- その後活動を幅を広げて数々のライブを行い、わずか1年足らずで活動当初から目標としていたOSAKA RUIDO出演を高校2年生の冬（1月30日）に達成。その際「25枚のチケットを売れば、主催イベントをやる」という目標を自身で立て、同日に達成。

### 2012年（高校3年）
- 活動開始当初は毎月行われているザッツドリームウイザード主催のパセオ・ダイゴローでのインストアイベントにて毎月１曲を歌いながらMCをしていた。
- 高校3年生（5月5日）に初のレコ発主催ライブ「一期一会～Re;Start Liveeeee！！！」をOSAKA RUIDOにて行う。同日に、1st Single 「Re;Start」と、  　　                         Smile&Impression　「一期一会」を発売。
- 高校3年生の夏にSony MusicとLOTTEのコラボオーディション「歌のあるガムプロジェクトNEXT」を受け全国からの応募8000人の中からファイナリスト8人までの残る。その間も精力的にライブ活動を行う。

### 2013年（高校卒業）
- 高校3年生の冬（2013年2月10日）には女子高生最後の挑戦としてOSAKA RUIDOにてワンマンライブ「強引ぐ まい うぇい!!!」を開催した。その際に5月5日以降の活動休止を発表。
- 「古原雅純活動休止ぷちわんまん。とりあえず、ここまで。」を2013年5月5日に開催。以降、音楽活動を休止する。
- 11月に翌年からの活動再開を季節ごとのレコ発ワンマンライブ開催を発表。

### 2014年
- SUZUKAとの2人組デュオ、「Tris（トリス）」を結成する。
- 2014年1月24日に活動再開。同日に古原雅純4Season連続レコ発ワンマン「COLOR」vol.1をOSAKA RUIDOにて開催。1st Album「COLOR-My first will-」をリリースする。
- 2014年4月13日に古原雅純4Season連続レコ発ワンマン「COLOR」vol.2をOSAKA RUIDOにて開催。2nd Single「COLOR-My true feeling-」をリリースする。
- 2014年7月13日に原雅純4Season連続レコ発ワンマン「COLOR」vol.3をOSAKA RUIDOにて開催。
- 2014年8月11日に古原雅純自身が店長を務めるModel Cafe＆Bar Viveが大阪日本橋にオープンする。
- 2014年10月19日に古原雅純4Season連続レコ発ワンマン「COLOR」vol.4をOSAKA RUIDOにて開催。この日は古原雅純20歳の誕生日であり、サプライズでケーキと花束をステージ上でプレゼントされて号泣していた。
- Model Cafe＆Bar Viveが10月末で閉店する。
- かつおの遊び場でワンマンライブを開催。（11月19日）。

### 2015年
- かつおの遊び場で毎月第４月曜日にマンスリーワンマンライブ「と、いうわけで。」の開催が決定している。

## オーディション「歌のあるガムプロジェクトNEXT」
メジャーデビューとCMソングを賭けたLOTTEとSony Musicの企画公開オーディション「歌のあるガムプロジェクトNEXT」を、高校三年生の夏（2012年）に応募。そのオーディションを取り上げた番組「ニコYAN」にて、「ニコニコ生放送を行ない、コミュニティメンバー1000人を集める」という課題を出され、42回目の放送後、見事達成。その後ニコＹＡＮ番組内で行われた敗者復活を決めるためのリスナーによる投票アンケートにて、敗者復活候補者の中で唯一20%以上の票を獲得し全国8000組の中から見事8組まで残ったが、賞は得ていない。

### オーディション課題への挑戦
歌のあるガムNEXTの中で「ニコニコ生放送のコミュニティ人数を1000人集める」という課題に対し、コスプレや6時間にも及ぶ生放送などを繰り返し続け42回もの生放送を経てコミュニティ人数1000人を突破。その後も精力的に配信を続けている。コスプレで配信をしたり、視聴者と曲作りをしたりと、自由奔放に不定期ながら配信を続けている。

## オリジナルソング
古原雅純名義でのライブは自身が作詞作曲したオリジナルソングを歌うことがほとんどで、その代表曲としては「シンデレラ」、「空虚」「カタチ」などがある。また、希にオリジナルソングをキーボード弾き語りやバンドスタイルで披露することがある。
また、アイドルライブでは自身のオリジナルソングをオフヴォーカル音源で歌うこともある。
Tris名義でのライブはカバー曲を中心に歌う。稀に古原雅純としてのオリジナルソングやTrisとしてのオリジナルソングをオフボーカル音源や古原本人によるギター・キーボード伴奏によって披露することがある。

## Trisとしての活動
2014年に結成。Trisとしての活動時は古原雅純と名乗ることも、MASUMIと名乗ることもある。

ユニット名の由来は語られていない。公式サイトによると、メンバーであるSUZUKAと古原が出会った頃はお互いを苦手だと思っていた。性格も正反対で、刀と鞘のような２人のユニットである。

SUZUKAと古原の身長差が12cmであり、ライブでの自己紹介では「トリスの大きいメインボーカル」「トリスのちっこいハモリ」という前置きがつく。

基本的には古原雅純のワンマンライブのオープニングアクトやゲスト扱いでの出演が多い。

古原曰く「すーちゃん(SUZUKA)がいないと音楽も仕事もプライベートも何もできない。」

## 杏愛 夢萌としての活動
Ziweb撮影会出演当初は「杏愛 夢萌（ももい ゆめ）」と名乗っていた。この芸名は姉貴分である「杏愛 姫萌（ももいひめ）」が「ゴロがかわいい」という理由で命名した。（「杏愛姉妹（ももいしまい）」としても活動していたため。）

現在は「杏愛夢萌」と名乗ることはない。

## 人物エピソード
1994年10月19日生まれ。AB型。天秤座。身長が低いこと（153cm）がコンプレックスであるため、モデル活動時はほぼ必ずヒールを履く。Trisとしてのライブ時にSUZUKAに対して「ヒールを履くな！」と怒る。(SUZUKAとの身長差が12cm。)

本人曰く、極度の人見知り。楽屋の隅で無表情で座っていることが多く、度々共演者に怖がられて凹んでいる。

ぬいぐるみが好き。お気に入りはリラックマのぬいぐるみである。Viveの店長時代にはお客様から差し入れでたくさんのぬいぐるみをもらっていた。「単純な顔のぬいぐるみが好き」らしい。

コーラには人一倍のこだわりを見せる。コカ・コーラの瓶が大好物であり、ノンカロリーコーラは「邪道」。

アニメ声で話したり、歌うことができる。座右の銘は「一期一会」であり自身の曲名にも使用している。

涙もろい点も有り、ニコニコ生放送中に歓喜あまって涙流したり、ライブでのサプライズで号泣したことがある。

喫煙者であるが、アルコールは一切飲まない。

ニコニコ生放送を通しては親しみやすい「ますみん」として、ライブを通してはアーティストとしての真っ直ぐな「古原雅純」として自身を表現している。

ポートレートモデルの活動中心としていた時期は名義を何度か改名しており、「雅純(ますみ)」「如月雅純（きさらぎ ますみ）」「杏愛夢萌(ももい ゆめ)」「夢乃ます美(ゆめの ますみ)」として名乗っていた。

その後さらに、本格的な音楽活動を開始した際「masumi.」に変更し、現在では本名である「古原雅純（ふるはら ますみ）」として活動している。

## ディスコグラフィー

### 1st Single 「Re;Start」
発売日　【2012年5月5日】

　　 挿入曲　　1.道

　　　　　　　　　　　作詞 古原雅純 古原幸子　作曲古原雅純

　　　　　　　　　2.PRAY

　　　　　　　　　　　作詞作曲　古原雅純

　　　　　　　　　3.空虚

　　　　　　　　　　　作詞作曲　古原雅純

### Smile&Impression～あなたの心に届けます～ 「一期一会」
発売日　【2012年5月5日】

　　 挿入曲　　1.一期一会

　　　　　　　　　　　作詞作曲　古原雅純

　　　　　　　　　2.居場所

　　　　　　　　　　　作詞作曲　古原雅純

### 1st Album 「COLOR-My first will-」
発売日　【2014年1月24日】

　　 挿入曲　　1.シンデレラ

　　　　　　　　　　　作詞作曲古原雅純

　　　　　　　　　2.カタチ

　　　　　　　　　　　作詞作曲　古原雅純

　　　　　　　　　3.花

　　　　　　　　　　　作詞作曲　古原雅純

　　　　　　　　　4.クローゼット

　　　　　　　　　　　作詞作曲　古原雅純

　　　　　　　　　5.それでも

　　　　　　　　　　　作詞作曲　古原雅純

### 2nd Single 「COLOR-My true feeling-」
発売日　【2014年4月13日】

　　 挿入曲　　  1.Days

　　　　　　　　　　　作詞作曲　古原雅純

　　　　　　　　　2.空虚

　　　　　　　　　　　作詞作曲　古原雅純

## 参加作品
- Holiday Gift　【コンピレーションCD】

　　 発売日　【2012年7月16日】

　　 挿入曲　　クローゼット

　　　　　　　　　　　作詞作曲　古原雅純

- Holiday Gift　【コンピレーションCD】

　　 挿入曲　　それでも

　　　　　　　　　　　作詞作曲　古原雅純

## 出演情報
StudioZ撮影会

　モノアイ撮影会

　LaLaSweet撮影会

## 使用機器
- ギター「テイラー」

　　Taylor 314ce
- ギター「オベーション」

　　Ovation CP257
- キーボード

　　ROLAND FP-4F　　　他